# Dolichoderus clarki
Dolichoderus clarki   (лат.) — вид муравьёв рода Dolichoderus (Hypoclinea) из подсемейства Dolichoderinae (Formicidae).  Австралия (Новый Южный Уэльс). Длина около 5 мм, окраска всего тела окраска в основном чёрная. Пронотум и проподеум с длинными шипами (doriae group). Головной индекс (CI, соотношение ширины головы к длине × 100): 95—97. Длина головы рабочих 1,65—1,76 мм, длина скапуса 1,74—1,95 мм, ширина головы 1,59—1,69 мм. Индекс скапуса (SI, соотношение длины скапуса к длине головы × 100): 110—115. Стебелёк между грудкой и брюшком состоит из одного членика петиолюса. Обнаружены в наземном ярусе во влажных склерофитных лесах. Dolichoderus clarki близок к Dolichoderus doriae, отличаясь тёмными ногами (у D. doriae ноги жёлтые). Вид был впервые описан в 1930 году австралийским мирмекологом Джоном С. Кларком (англ. John S. Clark, 1885-1956) под именем Dolichoderus (Hypoclinea) tristis Clark, 1930, но так как оно оказалось преоккупировано, то в 1935 году американский мирмеколог профессор Уильям Уилер заменил его на нынешнее, в котором закрепил имя первооткрывателя.